# 荷蘭語地理分佈
全球荷蘭語人口（2300萬）的分佈
荷蘭語地理分佈（Geographical distribution of Dutch speakers），在語言地理分佈上荷蘭語是荷蘭王國（包括荷蘭本土、荷屬加勒比、阿魯巴、库拉索及荷屬聖馬丁）、比利時、南非，以及蘇里南的官方語言。荷蘭语同時亦是數個國際組織的官方語言，包括歐盟、南美洲國家聯盟、加勒比共同體、荷蘭語聯盟等。全球40個國家的175個大學設立荷蘭語課程。各地大學大概有1.5萬名學生學習荷蘭語。

## 歐洲
在歐洲，荷蘭語是荷蘭（96%）和比利時（59%）多數人的母語，同時亦是德國及法屬法蘭德斯地區的少數族裔語言。雖然比利時在國家層面上是多語國家，全國總共分爲三個語言區（荷兰语区、法語區、德語區）但在各個語言區內仍僅流行單語。比利時和荷蘭貢獻了荷蘭語圈內絕大部分的音樂、電影、書籍或其他媒體。荷蘭語是一種單中心語言，所有荷蘭語人口使用由荷蘭語聯盟所制定的標準書寫語。雖然書面荷蘭語高度統一，但口語上各種方言雲集。由於缺乏優勢方言，並且擁有規模龐大的方言連續體，荷蘭語內部可以分爲28種方言，往下還可以再細分出至少600種荷蘭語變體。在荷蘭本國，荷蘭省口音在廣播媒體中佔優勢，而在比利時，則是布拉口音佔優，這使得這兩種口音分別成爲上述兩國的非正式優勢方言。
在荷蘭及比利時之外，德國克萊沃使用荷蘭語的一種方言——低地法兰克语。而在法國東北部城市加来附近，則是傳統上的荷蘭語地區，現今預計還有兩萬人在日常生活中使用荷蘭語。而在19世紀末期，敦刻尔克、格拉沃利讷和布尔堡則已經變爲法語城市。但直至第一次世界大戰，鄉村地帶很多小學依然使用荷蘭語教學，當地的天主教會亦會用荷蘭語教導教義問答。
在19世紀中期，法國和普魯士已經在教育上禁止荷蘭語，荷蘭語因此失去了在一些地區作爲文化語言的地位。無論是國家層次還是地方層次，荷蘭語在法國和德國都不是官方語言，並且在年輕一代中，荷蘭語已經嚴重衰退。
在臨近荷蘭和比利時荷蘭語社群週邊的一些地區，中小學會開設荷蘭語作爲外語課程。在比利時的法語社群，30萬名學生有荷蘭語科。學習人數第二名則在德國的下薩克森和北萊茵-西法倫，當地有2.3萬名學習荷蘭語的學生。最後爲法國的北部-加來海峽，共有7千名學荷蘭語（其中 4550 人爲小學生）。在學術層面上，德國有30所大學有荷蘭語系，之後是法國（20所）以及英國（5所）。

## 亞洲和澳大利西亞

### 亞洲
雖然荷蘭殖民印度尼西亞近 350 年，但是荷蘭語卻並非該國的官方語言。在印度尼西亞，僅有少數人能夠流利講荷蘭語，其中包括受過教育的老一代，以及部分法律行業人士（因爲某些法律條文僅有荷蘭語版本）。該國有不少地方教授荷蘭語，其中最重要的要數雅加達的伊拉斯謨語言中心，每年有1500至2000名學生到中心學荷蘭語。整個印度尼西亞則每年有數千名學生參與荷蘭語外語課程。由於數世紀的殖民，很多大學都都使用荷蘭語的參考資料，以法律系和歷史系的學生爲主。在印度尼西亞，有大概 35000 名該類學生需要接觸荷蘭語。
與其他歐洲國家不同，荷蘭並沒有在殖民地採取語言擴張政策。在19世紀後期，當地的精英階層能夠流利地使用荷蘭語，以滿足政府工作和商業上的需求。但是荷蘭殖民由於擔心殖民地社會不穩定，因此一直都沒有大規模地推廣荷蘭語。
獨立之後，荷蘭語在印度尼西亞失去官方語言地位，而以印尼語取代之。但是印尼語吸收大量的荷蘭語藉詞，從日常交流到科技層面都有。研究顯示印尼語中20%的單詞來自荷蘭語。

### 澳大利西亞
在印尼發表獨立宣言之後，西巴布亞繼續保留爲荷蘭的殖民地（荷屬新幾內亞），直到1963年被印尼吞併。
在澳大利亞和新西蘭，亦有一些荷蘭語社群，其中澳大利亞有37,248人在家使用荷蘭語（2011年人口普查），新西蘭則有26,982人稱擁有滿足日常交流的荷蘭語水平（2006年人口普查）。

## 美洲

蘇里南在地圖上的位置

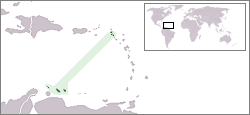
荷屬安的列斯在地圖上的位置

不同於其在亞洲的語言政策，自19世紀下本葉開始，荷蘭積極在美洲的殖民地推廣荷蘭語。1863年奴隸制廢除之前，奴隸被禁止說荷蘭語，因此導致當地的一些克里奧爾語以其他歐洲語言爲基礎，而非荷蘭語。但在蘇里南，由於多數人都在荷蘭的種植場工作，因此荷蘭語作爲交流媒介的地位被加強。
荷蘭語是蘇里南的唯一官方語言，同時亦是該國60%人口的母語。荷蘭語在蘇里南的學校是必修科目。該國另外24%的人口以荷蘭語作爲第二語言。蘇里南於1975年從荷蘭獨立，2004年加入荷蘭語聯盟。但是該國的通用語卻是蘇里南湯加語，全國有20%人以此爲母語。
而在荷蘭王國在當地的組成部分，包括荷屬加勒比、阿魯巴、库拉索及荷屬聖馬丁，荷蘭語雖然是官方語言，但是卻只是7-8%當地人口的母語。由於荷蘭語是所有層次學校的教學語言，因此多數本地人都會說荷蘭語。
在美國，直至1921年，一些17世紀時期開始定居的移民說一種已經滅亡的荷蘭語——澤西荷蘭語。在紐約、圭亞那和美屬處女群島，一些人使用以荷蘭語爲基礎的克里奧爾語。
美國第八任總統，馬丁·范布倫的母語是荷蘭語，同時亦是唯一母語爲非英語的美國總統。紐約哈德遜河附近有一些持續了幾代人的荷蘭語社區。
根據2000的美國人口普查，150,396 人在家講荷蘭語。而根據2006年的加拿大人口普查，該國則有16萬。美國有20所大學開設荷蘭語課程，在加拿大，荷蘭語是農民圈內排名第四最多人用的語言，排在英語、法語和德語之後，以及是第五最多人使用的非官方語言（加拿大人口的0.6%）。

## 非洲
| 0–20% 20–40% 40–60% |  | 60–80% 80–100% |

南非荷蘭語在南非的母語人口密度

南非在歷史上一直吸收了大量荷蘭語移民，由於長期與位於歐洲本土的荷蘭語社群隔離，當地的荷蘭語逐漸演變成爲今天的南非荷蘭語。
直到1920年代，歐洲荷蘭語一直是南非的標準書面語。後來由於南非興起的民族主義運動，標準書面語遂改爲南非荷蘭語。1925年，南非通過憲法修正案，將南非聯盟1905年憲法中的第137條改爲“本法所指的荷蘭語，於此將其重定義爲南非荷蘭語。”1983年憲法則僅列英語和南非荷蘭語爲官方語言。南非荷蘭語中90-95%的詞彙來自荷蘭語。兩種語言能夠互通，荷蘭語人士比南非荷蘭語人士更能明白對方。
南非荷蘭語是南非第三多人使用的語言（13.5%），其中53%爲有色人，42.4%爲白人。1996年，40%的南非人稱自己擁有至少基本的南非荷蘭語水平。南非荷蘭語是納米比亞的通用語，爲11%人口的母語。南非荷蘭語是非洲南部710萬人的母語，同時該語亦是全球另外至少1000萬人的第二語言。與之相對，標準荷蘭語則有2300萬母語人士及500萬第二語言人士。
歷史上，荷屬黃金海岸（今屬加納）曾是荷蘭的殖民地，但是今天已經完全被英語同化。雖然比屬剛果和盧旺達-烏隆迪歷史上曾爲比利時的殖民地，但是由於殖民地當局使用法語，因此荷蘭語在本地幾乎沒有留下任何影響。